# Meg Hillier
Margaret Olivia Hillier (née le 14 février 1969) est une femme politique britannique travailliste qui est députée pour Hackney Sud et Shoreditch depuis 2005, et est Ministre junior (2007-10) puis Secrétaire d'État à l'Énergie et au Changement climatique du Shadow cabinet en octobre 2011.

## Jeunesse et carrière
Elle fait ses études à la Portsmouth High School, une école privée pour filles à Southsea, dans le Hampshire, puis au St Hilda's College de l’Université d'Oxford, où elle suit des cours de philosophie, de politique et d’économie et est élue bibliothécaire de l'Oxford Union Society.   
Elle travaille comme journaliste et est élue conseillère municipale dans le Borough londonien d'Islington en 1994, représentant le quartier de Sussex et devient maire d’Islington en 1998, avant de se retirer du Conseil en 2002. Elle est élue membre fondateur de l'Assemblée de Londres pour le nord-est de Londres lors de la première élection de l'Assemblée de Londres en 2000, et siège à l'Assemblée jusqu'en 2004 et au conseil d'administration de Transport for London jusqu'à son élection au Parlement.

## Carrière parlementaire
En 2004, elle est sélectionnée comme candidate du parti travailliste pour Hackney South et Shoreditch par le biais d'une liste restreinte à femmes. Elle est élue à la Chambre des communes aux élections générales de 2005 à la suite du départ à la retraite du député travailliste Brian Sedgemore. 
Pendant la campagne électorale, Sedgemore démissionne du parti travailliste et rejoint les libéraux démocrates pour protester contre l'attaque contre l'Irak. Hillier conserve son siège avec une majorité de plus de 10 000 voix. Elle prononce son premier discours le 24 mai 2005, notant qu'il y avait plus d'hommes à la Chambre des communes ce jour-là qu'il n'y avait jamais eu de femmes parlementaires. 
Elle est membre du comité restreint des affaires d'Irlande du Nord pendant un an jusqu'à ce qu'elle soit nommée Secrétaire parlementaire privé du secrétaire d'État aux Communautés et au Gouvernement local Ruth Kelly en 2006. En juin 2007, elle est nommée Sous-secrétaire d'État parlementaire au Home Office. 
Lors de son congé de maternité débutant en mars 2009, son rôle ministériel est repris par Shahid Malik.
En juin 2015, elle est élue présidente du Comité des comptes publics, succédant à Margaret Hodge. De ce fait, elle figure parmi les 100 personnes les plus influentes du NHS selon le Health Service Journal en 2016. En tant que présidente, elle critique le programme Troubled Families , affirmant que les conclusions du CCP sur le programme sont "beaucoup plus graves" que "une gifle" pour les ministres.
Hillier est administrateur du War Memorials Trust depuis 2001